# Divizia Tudor Vladimirescu

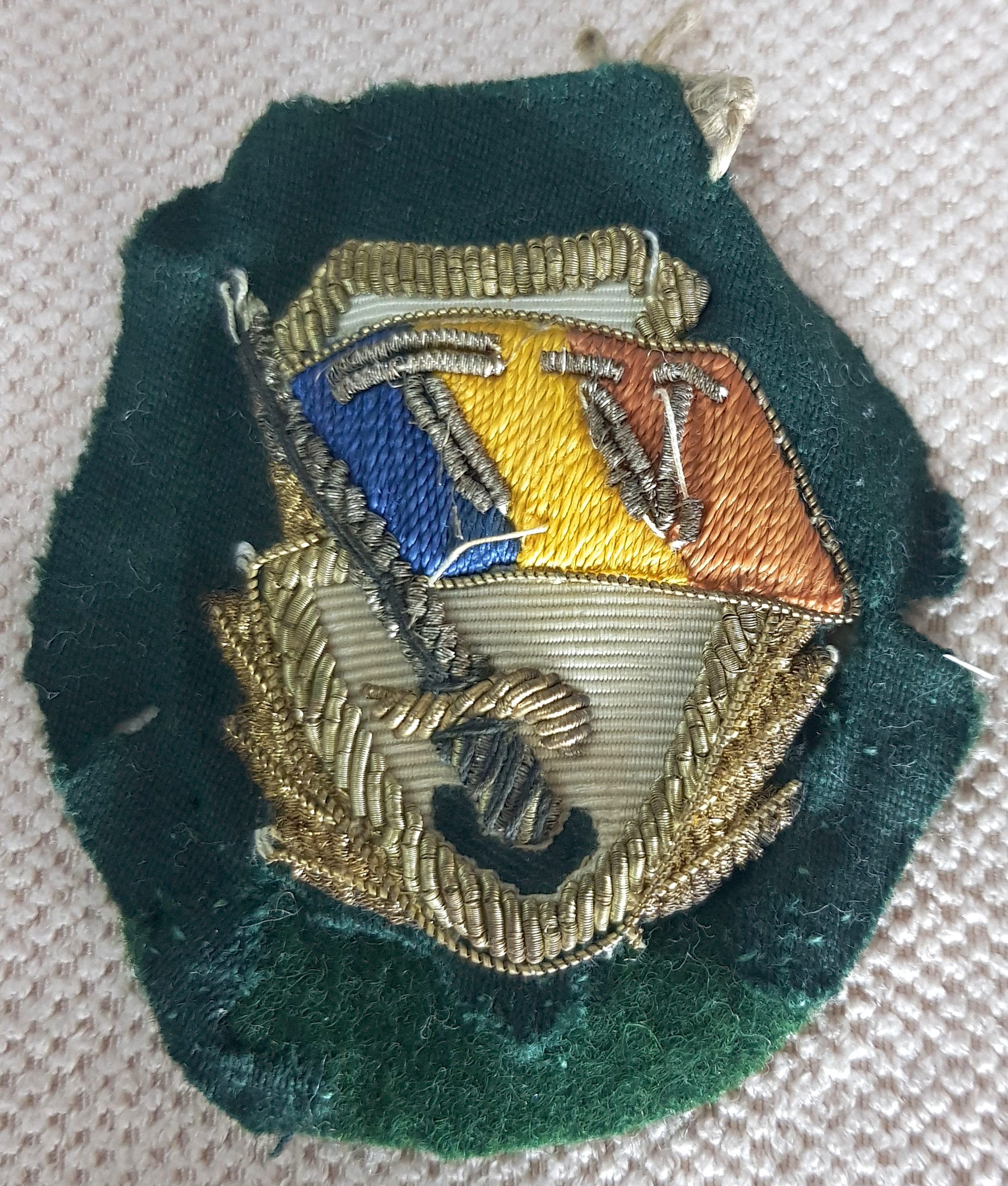
Abzeichen der Tudor-Vladimirescu-Division.

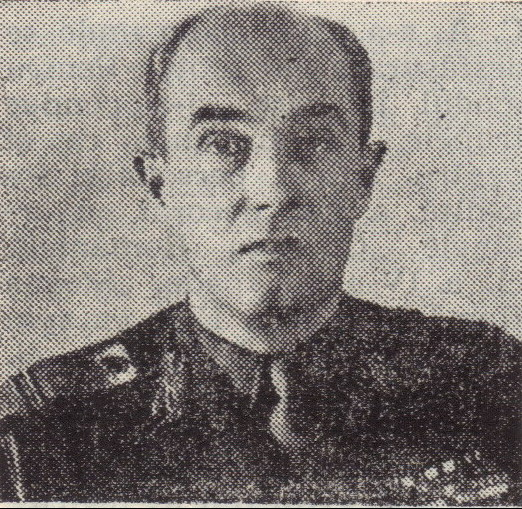
General Nicolae Cambrea wurde Kommandeur der Freiwilligendivision.

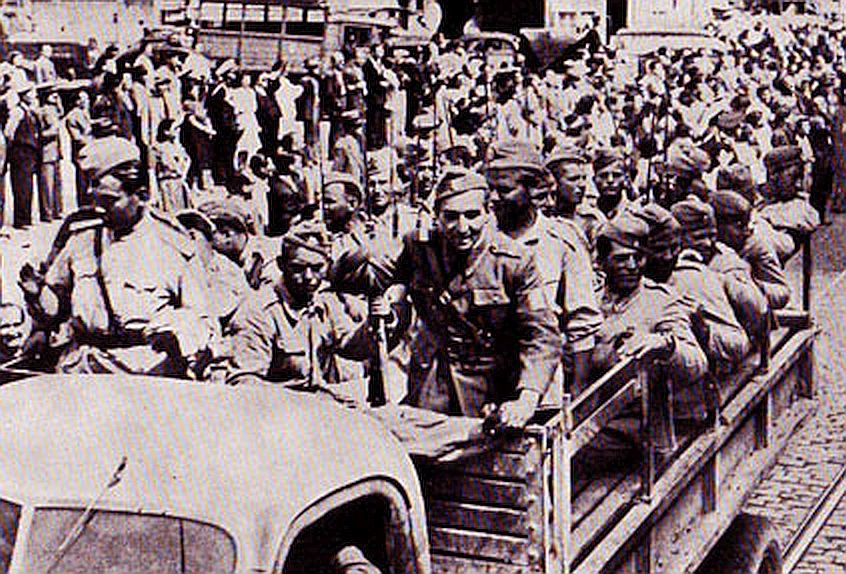
Einzug der Tudor-Vladimirescu-Division in Bukarest im August 1944.

Die Divizia Tudor Vladimirescu (deutsch 1. Rumänische Freiwilligen-Division "Tudor Vladimirescu") war ein während des Zweiten Weltkrieges aufgestellter militärischer Verband, der an der Seite der sowjetischen Roten Armee gegen das Deutsche Reich und dessen rumänische Verbündete kämpfte. 
Die an der Seite der deutschen Wehrmacht kämpfenden Armeen des rumänischen Antonescu-Regimes waren seit der Schlacht von Stalingrad wiederholt von sowjetischen Truppen geschlagen und zurückgedrängt worden, die Zahl rumänischer Soldaten in sowjetischer Kriegsgefangenschaft nahm seit Anfang 1943 stetig zu. Das sowjetische Staatliche Verteidigungskomitee hatte bereits 1943 im Hauptquartier des Kommandos des Obersten Befehlshabers einen speziellen Apparat geschaffen, der die Aufgabe hatte, ausländische Militärformationen aufzustellen sowie auszubilden und neben der rumänischen Division auch eine polnische Freiwilligen-Division aufstellte und ausbildete.
Aus rumänischen Kriegsgefangenen, Emigranten und Moldawiern wurde am 15. November 1943 mit Unterstützung rumänischer Kommunisten eine Freiwilligendivision gebildet, die den Namen des einstigen rumänischen Nationalhelden Tudor Vladimirescu erhielt. Kommandeur wurde der bei Stalingrad gefangene Brigadegeneral Nicolae Cambrea, zahlreiche kommunistische Politoffiziere kümmerten sich intensiv um die kommunistische Umerziehung der ehemaligen Kriegsgefangenen. Als mechanisierte (motorisierte) Infanterie-Division im Bestand der 2. Ukrainischen Front bestand die Freiwilligendivision im August 1944 während der Operation Jassy-Kischinew ihre Feuertaufe. Angesichts der rumänischen Niederlage kam es zum Aufstand vom 23. August 1944, in dessen Folge die königlich-rumänische Armee die Seiten wechselte und die Waffen gegen ihre bisherigen deutschen Verbündeten kehrte. Die rumänische Armee nahm fortan ebenso wie die rumänische Freiwilligendivision auf sowjetischer Seite an den Kämpfen um Siebenbürgen und Ungarn teil. Eine zweite, im Frühjahr 1945 gebildete Freiwilligen-Infanteriedivision (Division "Horia, Cloșca und Crișan" unter General Lascăr) kam bis Kriegsende zwar nicht mehr zum Einsatz, wurde aber im August 1945 zusammen mit der ersten Freiwilligendivision in die reguläre königlich-rumänische Armee eingegliedert, aus der nach dem kommunistischen Umsturz und der Schaffung der Volksrepublik Rumänien 1948 die Rumänische Volksarmee wurde.